# Łukasz Pawłowski
Pour les articles homonymes, voir Pawlowski.
Łukasz Zygmunt Pawłowski, né le 11 juin 1983 à Toruń, est un rameur polonais.

## Palmarès

### Jeux olympiques
- Médaille d'argent en quatre sans barreur poids léger à Pékin (2008)

### Championnats du monde d'aviron
- Médaille de bronze en huit barré aux Championnats du monde d'aviron 2006 à Eton
- 8e en quatre sans barreur poids léger aux Championnats du monde d'aviron 2007 à Munich
- Médaille de bronze en quatre sans barreur poids léger aux Championnats du monde d'aviron 2009 à Poznań